# Can Graner
Can Graner és una masia de Molins de Rei (Baix Llobregat) inclosa a l'Inventari del Patrimoni Arquitectònic de Catalunya.

## Descripció
Masia típicament rural, formada per planta i pis i tancada per un barri. La teulada, coberta amb teules, vessa l'aigua cap a la façana principal. La seva estructura és molt senzilla, la porta d'accés és adovellada i les finestres estan ensorrades amb relació a la façana. A la part posterior s'ha afegit un cos d'un sol pis. La masia està envoltada per terrenys de cultiu.

## Història
Aquesta masia ja apareix documentada l'any 1517.